# مجلس شيوخ ولاية يوتا
مجلس شيوخ ولاية يوتا (بالإنجليزية: Utah State Senate)‏ هو مجلس شيوخ ولاية يوتا الأمريكية، ويتكون من 29 مقعداً، وهو المجلس الأعلى في كونغرس ولاية يوتا.

## طالع أيضًا
- كونغرس ولاية يوتا